# 国营临泽农场
国营临泽农场，是中华人民共和国甘肃省张掖市临泽县下辖的一个类似乡级单位。

## 行政区划
国营临泽农场下辖以下地区：
农村虚拟生活区。